# Nekrolog 1737
Nekrolog
◄◄
| ◄
| 1733
| 1734
| 1735
| 1736
| 1737 | 1738 | 1739 | 1740 | 1741 | ► | ►►
Weitere Ereignisse | Allgemeiner Nekrolog 1737
Die Beschreibung der verstorbenen Person sollte so kurz wie möglich gehalten sein und nur deren signifikante Tätigkeit(en) enthalten.
Neue Namen ggf. auch unter dem Geburts- und Sterbedatum, also etwa unter 1. Januar und im Geburts- und Sterbejahr (2024) eintragen (nur bei entsprechender großer Wichtigkeit). Für Beispiele siehe die schon vorhandenen Artikel.
Außerdem über die fünf zuletzt Verstorbenen, zu denen es einen ausreichend guten Artikel für eine Präsentation auf der Hauptseite gibt, nach der todesbedingten Überarbeitung der Artikel ggf. auch unter Wikipedia Diskussion:Hauptseite informieren und sie am besten auch in den anderen Wikipedia-Sprachversionen eintragen. Tipp: Regelmäßig bei news.google.de nach „ist tot“, „gestorben“ oder „verstorben“ suchen.
Wenn eine Person gestorben ist, gibt es viele Seiten zu dieser Person in der Wikipedia, die davon auch betroffen sind und entsprechend aktualisiert werden müssen. Beispiele: Namenübersichtsseite, Geburtsjahr, Geburtsort-Seiten und viele mehr.
Wie finde ich die betroffenen Seiten?
Im Suchfeld auf der linken Seite gibt man den Suchbegriff so ein: „Vorname Nachname“. Dann klickt man auf Volltext und alle Seiten mit entsprechendem Suchtext werden aufgerufen. Hier sieht man dann schnell, wo auch das Todesjahr Sinn macht oder sogar ein Teil des Artikels angepasst werden muss. Auch hilft das „Werkzeug“ auf der linken Seite sehr gut, um solche Seiten aufzufinden: „Links auf diese Seite“. Somit ist die Wikipedia wieder aktuell in allen Bereichen! Hinweis: bei Eintragung der Kategorie „Gestorben JAHR“ wird der Missbrauchsfilter 49 ausgelöst, was jedoch nicht schlimm ist. Siehe: Spezial:Missbrauchsfilter/49
Dies ist eine Liste von im Jahr 1737 verstorbenen bekannten Persönlichkeiten. Die Einträge erfolgen innerhalb der einzelnen Daten alphabetisch sortiert. Tiere sind im Nekrolog für Tiere zu finden.

## Januar
| Tag        | Name                                  | Beruf, bekannt als                                                      | Alter | Beleg |
| ---------- | ------------------------------------- | ----------------------------------------------------------------------- | ----- | ----- |
| 1. Januar  | Johann Bergmüller                     | Kistler, Tischler, Schreiner, Menuisier und Kunsthandwerker             | 79    |       |
| 1. Januar  | Johann Georg Klemm                    | deutscher Verleger                                                      |       |       |
| 1. Januar  | Pier Antonio Micheli                  | italienischer Botaniker                                                 | 57    |       |
| 1. Januar  | Johann Siegmund Hayek von Waldstätten | österreichischer Beamter und Diplomat                                   | 75    |       |
| 4. Januar  | Johann Ritter                         | deutscher evangelisch-lutherischer Geistlicher                          | 52    |       |
| 6. Januar  | Christian Alexander Oedtl             | österreichischer Architekt und Baumeister des Barock                    |       |       |
| 7. Januar  | Göran Silfverhielm                    | schwedischer Feldmarschall                                              | 55    |       |
| 9. Januar  | Johann Heinrich Dreyer                | Kaufmann und Lübecker Bürgermeister                                     |       |       |
| 12. Januar | Johann Kaspar Kratz                   | deutscher Missionar und Märtyrer                                        | 38    |       |
| 15. Januar | Giuseppe Renato Imperiali             | italienischer Kardinal                                                  | 85    |       |
| 21. Januar | Ignjat Đurđević                       | kroatischer Dichter und Übersetzer, auch Benediktinermönch und Astronom | 61    |       |
| 22. Januar | Jean Baptiste Vanmour                 | flämisch-französischer Maler                                            | 66    |       |
| 24. Januar | Alexander Sigismund von der Pfalz     | Fürstbischof von Augsburg                                               | 73    |       |
| 24. Januar | William Wake                          | Erzbischof von Canterbury                                               | 79    |       |
| 29. Januar | George Hamilton, 1. Earl of Orkney    | schottisch-britischer Militär und Adliger                               |       |       |
| Januar     | Johann George von Hamilton            | Tier- und Stilllebenmaler                                               |       |       |

## Februar
| Tag         | Name                                      | Beruf, bekannt als                                                          | Alter | Beleg |
| ----------- | ----------------------------------------- | --------------------------------------------------------------------------- | ----- | ----- |
| 3. Februar  | Tommaso Ceva                              | italienischer Dichter und Mathematiker                                      | 88    |       |
| 4. Februar  | Carl von Blittersdorf                     | Abt von Corvey                                                              | 68    |       |
| 10. Februar | Wilhelm Dietrich von Bülow                | preußischer Oberhofmeister und Staatsminister                               |       |       |
| 10. Februar | Franz Wilhelm von Hohenzollern-Berg       | Graf von Berg-s'Heerenberg                                                  | 32    |       |
| 12. Februar | Paul de Froment                           | preußischer Oberst und Gouverneur von Neuenburg                             | 72    |       |
| 12. Februar | Benjamin Schmolck                         | Kirchenliederdichter                                                        | 64    |       |
| 14. Februar | Charles Talbot, 1. Baron Talbot of Hensol | britischer Jurist, Politiker, Mitglied des House of Commons und Lordkanzler |       |       |
| 14. Februar | Gotthard Gottschalk von Wickede           | Jurist und Ratsherr der Hansestadt Lübeck                                   |       |       |
| 22. Februar | Sebastian Högger                          | Schweizer Offizier in schwedischen Diensten                                 | 50    |       |
| 24. Februar | Maria Barbara Franziska Balthasar         | Schweizer Äbtissin                                                          | 76    |       |
| Februar     | Johannes Lohe                             | Bürgermeister von Elberfeld                                                 | 55    |       |

## März
| Tag      | Name                                       | Beruf, bekannt als                                                  | Alter | Beleg |
| -------- | ------------------------------------------ | ------------------------------------------------------------------- | ----- | ----- |
| 4. März  | Polycarp Gottlieb Schacher                 | deutscher Mediziner                                                 | 63    |       |
| 7. März  | Guido von Starhemberg                      | österreichischer General                                            | 79    |       |
| 7. März  | Francesco Antonio Tullio                   | italienischer Librettist                                            |       |       |
| 8. März  | Petronella Vlieg                           | niederländische Schauspielerin                                      |       |       |
| 12. März | Karl Alexander                             | Herzog von Württemberg (1733–1737)                                  | 53    |       |
| 13. März | Justus Christoph Dithmar                   | deutscher Kameralist                                                | 58    |       |
| 14. März | Pietro Morettini                           | Schweizer Baumeister                                                |       |       |
| 15. März | Edmunda Maria von Dietrichstein-Nikolsburg | Fürstin von Liechtenstein                                           | 84    |       |
| 18. März | Ferdinand von Plettenberg                  | Premierminister Kurkölns                                            | 46    |       |
| 19. März | Johann Konrad von Reinach-Hirtzbach        | Fürstbischof von Basel                                              | 79    |       |
| 25. März | Johann Abraham Richter                     | deutscher königlich-polnischer und kurfürstlich-sächsischer Beamter |       |       |
| 26. März | Johann Hagenbusch                          | deutscher Bibliothekar                                              | 48    |       |
| 27. März | Wachtang VI.                               | georgischer Staatspräsident                                         | 61    |       |
| 29. März | Adam Winterhalder                          | deutscher Bildhauer                                                 |       |       |
| 29. März | Karl Joseph von Kaunitz-Rietberg           | Domherr in Münster, Lüttich und Olmütz                              | 21    |       |

## April
| Tag       | Name                     | Beruf, bekannt als                                                               | Alter | Beleg |
| --------- | ------------------------ | -------------------------------------------------------------------------------- | ----- | ----- |
| 2. April  | Antonio Montanari        | italienischer Violinist und Komponist des Barock                                 | 60    |       |
| 2. April  | Maria Euphemia Zurlauben | Schweizer Äbtissin und Archivarin                                                | 80    |       |
| 12. April | Johann Sigismund Weiss   | deutscher Komponist und Lautenist                                                |       |       |
| 13. April | Jakob Christoph Iselin   | Schweizer Theologe, Historiker und Lexikograph                                   | 55    |       |
| 14. April | Johann Behrendt          | evangelischer Pfarrer und Übersetzer kirchlicher Texte in die litauische Sprache | 70    |       |
| 18. April | Abraham von Kreta        | Katholikos von Etschmiadsin der Armenisch-Apostolischen Kirche                   |       |       |
| 25. April | Rupert Pfärtl            | bayerischer Benediktinerpater und Chorleiter                                     |       |       |
| 27. April | Johann Ludwig Nüscheler  | Schweizer reformierter Pfarrer und Theologe                                      |       |       |
| 27. April | Nicolas Sarrabat         | französischer Jesuit, Physiker und Naturforscher                                 | 39    |       |

## Mai
| Tag     | Name                               | Beruf, bekannt als                                                                      | Alter | Beleg |
| ------- | ---------------------------------- | --------------------------------------------------------------------------------------- | ----- | ----- |
| 1. Mai  | Jean-Alphonse Turrettini           | Schweizer reformierter Theologe                                                         | 65    |       |
| 4. Mai  | Maria Sophia Bawyr von Frankenberg | Äbtissin von St. Cäcilien Köln                                                          |       |       |
| 4. Mai  | Ferdinand Kettler                  | Herzog von Kurland                                                                      | 81    |       |
| 7. Mai  | Giovanni Domenico Santorini        | italienischer Anatom                                                                    | 55    |       |
| 10. Mai | Nakamikado                         | Tennō von Japan                                                                         | 35    |       |
| 12. Mai | Bernhard Heinrich von Germeten     | Jurist                                                                                  |       |       |
| 12. Mai | Paul Lucas                         | französischer Kaufmann, Forschungsreisender und Altertumskundler im Dienst Ludwigs XIV. | 72    |       |
| 24. Mai | David Algoewer                     | deutscher Mathematiker und Meteorologe                                                  | 58    |       |
| Mai     | Alexander Cunningham               | britischer Historiker und Schachspieler                                                 |       |       |

## Juni
| Tag      | Name                              | Beruf, bekannt als                            | Alter | Beleg |
| -------- | --------------------------------- | --------------------------------------------- | ----- | ----- |
| 1. Juni  | Gregor Langemak                   | deutscher evangelischer Theologe              | 65    |       |
| 4. Juni  | François Lemoyne                  | französischer Maler des Rokoko                |       |       |
| 4. Juni  | Johann Samuel Mock                | deutsch-polnischer Maler des Rokoko           |       |       |
| 6. Juni  | Pierre-Joseph Garidel             | französischer Arzt und Botaniker              | 78    |       |
| 18. Juni | Johan Niclas Cahman               | schwedischer Orgelbauer                       |       |       |
| 22. Juni | Johann Georg Achbauer der Jüngere | böhmischer Baumeister                         | 56    |       |
| 24. Juni | Georg Elieser Edzard              | deutscher Theologe, Orientalist und Missionar | 76    |       |
| 28. Juni | Andrea Tirali                     | italienischer Ingenieur und Architekt         |       |       |
| 30. Juni | Johann Ortwin Westenberg          | deutscher Rechtswissenschaftler               | 70    |       |

## Juli
| Tag      | Name                                       | Beruf, bekannt als                                              | Alter | Beleg |
| -------- | ------------------------------------------ | --------------------------------------------------------------- | ----- | ----- |
| 2. Juli  | Anton Ludolph von Krosigk                  | königlich-preußischer Oberst                                    | 69    |       |
| 6. Juli  | Pietro Torri                               | italienischer Komponist des Barock                              |       |       |
| 9. Juli  | Gian Gastone de’ Medici                    | letzter Großherzog der Toskana aus dem Hause Medici             | 66    |       |
| 15. Juli | Christoph Heinrich von Berger              | Jurist                                                          | 50    |       |
| 15. Juli | Friedrich Casimir von Botzheim             | preußischer Generalmajor und Chef des Infanterieregiments Nr. 7 | 64    |       |
| 16. Juli | François-Louis de Pesmes de Saint-Saphorin | Schweizer Diplomat und Militäroffizier                          | 69    |       |
| 19. Juli | Hinrich Janssen                            | deutscher Bauer und Lyriker                                     | 40    |       |
| 26. Juli | Henri Pons de Thiard de Bissy              | Bischof von Toul und Meaux                                      | 80    |       |
| 28. Juli | Jacob van den Velde                        | deutscher Mediziner und Hochschullehrer                         | 60    |       |
| Juli     | Matthias Johann Meyer                      | deutscher Maler des Barock                                      |       |       |

## August
| Tag        | Name                            | Beruf, bekannt als                                                              | Alter | Beleg |
| ---------- | ------------------------------- | ------------------------------------------------------------------------------- | ----- | ----- |
| 4. August  | Rudolf Anton von Alvensleben    | hannoverscher Minister                                                          | 49    |       |
| 10. August | Antonio Cristofori              | italienischer Maler, Cellist                                                    | 36    |       |
| 11. August | Joan Raye                       | niederländischer Militär, Plantageneigentümer und Generalgouverneur in Suriname |       |       |
| 13. August | Samuel Stöltzel                 | Arkanist                                                                        | 52    |       |
| 23. August | Sophie Christiane von Wolfstein | Gräfin von Wolfstein und durch Heirat Markgräfin von Brandenburg-Kulmbach       | 69    |       |
| 31. August | Georg Klotz                     | Geigenbauer in Mittenwald                                                       | 50    |       |

## September
| Tag           | Name                          | Beruf, bekannt als                                                | Alter | Beleg |
| ------------- | ----------------------------- | ----------------------------------------------------------------- | ----- | ----- |
| 2. September  | Fabian von Wrangel            | kaiserlich-habsburgischer Feldmarschall                           |       |       |
| 3. September  | Jens Adsen                    | Lehns- und Deichvogt                                              |       |       |
| 10. September | Cölestin Frener               | deutscher Abt der Reichsabtei Ochsenhausen                        | 73    |       |
| 14. September | Jan Kanty Moszyński           | polnischer Adliger und Schatzmeister des Königs August II.        |       |       |
| 17. September | Arthur Middleton              | britischer Kolonialgouverneur                                     | 55    |       |
| 21. September | Johann Paul Stecher           | Amtmann und Bergwerksfaktor                                       | 75    |       |
| 22. September | Francesco Mancini             | italienischer Kapellmeister und Komponist                         | 65    |       |
| 22. September | Michel Pignolet de Montéclair | französischer Komponist                                           |       |       |
| 24. September | Christian August von Friesen  | königlich-polnischer und kurfürstlich-sächsischer Generalleutnant | 63    |       |
| 27. September | Hubert Gautier                | französischer Ingenieur                                           | 77    |       |

## Oktober
| Tag         | Name                    | Beruf, bekannt als                                     | Alter | Beleg |
| ----------- | ----------------------- | ------------------------------------------------------ | ----- | ----- |
| 3. Oktober  | Adolf von Dalberg       | Fürstabt von Fulda                                     | 59    |       |
| 3. Oktober  | Joachim Sillem          | deutscher Jurist und Hamburger Ratsherr                | 45    |       |
| 18. Oktober | François Catrou         | französischer Jesuit, Historiker und Übersetzer        | 77    |       |
| 20. Oktober | Caspar Neumann          | deutscher Chemiker und Apotheker                       | 54    |       |
| 21. Oktober | Johann Hermann Schrader | deutscher evangelischer Pfarrer und Kirchenlieddichter | 53    |       |
| 22. Oktober | Rinaldo d’Este          | Kardinal, Herzog von Modena und Reggio                 | 82    |       |
| 26. Oktober | Anton Otto von Closs    | kurpfälzer General und kirchlicher Mäzen               |       |       |
| 29. Oktober | Karl Hackbrett          | Berner Offizier und Magistrat                          |       |       |

## November
| Tag          | Name                              | Beruf, bekannt als                                                   | Alter | Beleg |
| ------------ | --------------------------------- | -------------------------------------------------------------------- | ----- | ----- |
| 5. November  | Juan Guillermo Riperdá            | niederländischer Abenteurer, spanischer Minister                     |       |       |
| 7. November  | Johann Rudolf Victor von Pretlack | deutscher General der Kavallerie und Generalfeldmarschall-Lieutenant | 69    |       |
| 11. November | Claude Visdelou                   | französischer Jesuit, Missionar und Sinologe sowie Indologe          | 81    |       |
| 19. November | Lorenz Hertel                     | deutscher herzoglicher Rat und Bibliothekar                          | 78    |       |
| 22. November | Severin Schindler                 | preußischer Unternehmer und Politiker                                | 66    |       |
| 23. November | Antonio Felice Zondadari          | italienischer Geistlicher, päpstlicher Diplomat und Kardinal         | 71    |       |
| 26. November | Johannes Neunherz                 | lutherischer Kirchenlieddichter                                      | 84    |       |

## Dezember
| Tag          | Name                                          | Beruf, bekannt als                                                                   | Alter | Beleg |
| ------------ | --------------------------------------------- | ------------------------------------------------------------------------------------ | ----- | ----- |
| 1. Dezember  | Caroline von Brandenburg-Ansbach              | Prinzessin von Brandenburg-Ansbach, durch Heirat Königsgemahlin von Großbritannien   | 54    |       |
| 1. Dezember  | Louis-Alexandre de Bourbon, comte de Toulouse | Großjägermeister, Admiral und Pair von Frankreich, Sohn Ludwigs XIV.                 | 59    |       |
| 7. Dezember  | Johann Caspar Brenzinger                      | deutscher Maler                                                                      |       |       |
| 11. Dezember | Caspar Friedrich von Buddenbrock              | livländischer Landmarschall                                                          |       |       |
| 11. Dezember | Nicolas Vleughels                             | französischer Maler                                                                  | 69    |       |
| 13. Dezember | Tobias Eckhard                                | deutscher Pädagoge, evangelischer Theologe und Philologe                             | 75    |       |
| 16. Dezember | Wilhelm Gustav von Anhalt-Dessau              | preußischer Offizier, zuletzt Generalleutnant sowie Erbprinz von Anhalt-Dessau       | 38    |       |
| 18. Dezember | Antonio Stradivari                            | italienischer Geigenbaumeister                                                       |       |       |
| 19. Dezember | Jakob Louis Heinrich Sobieski                 | Kronprinz von Polen                                                                  | 70    |       |
| 21. Dezember | Alessandro Galilei                            | italienischer Architekt                                                              | 46    |       |
| 22. Dezember | Luca Antonio Colomba                          | Schweizer Maler                                                                      | 63    |       |
| 27. Dezember | Victor-Marie d’Estrées                        | französischer Militär und Staatsmann, Vizeadmiral, Marschall und Pair von Frankreich | 77    |       |
| 28. Dezember | Georg Gustav von Rosen                        | livländischer General                                                                |       |       |
| 29. Dezember | Joseph Saurin                                 | französischer Mathematiker und konvertierter evangelischer Pfarrer                   | 78    |       |

## Datum unbekannt
| Tag | Name                       | Beruf, bekannt als | Alter | Beleg |
| --- | -------------------------- | --- | ----- | ----- |
|     | Johann Arend               | preußischer Oberst und Regimentschef |       |       |
|     | Guto Nyth Brân             | Waliser Vertreter des Pedestriantismus |       |       |
|     | David Braun                | preußischer Hofrat, Burggraf zu Marienburg, Historiker und königlich-preußischer Hofrat                                                      |       |       |
|     | Claude Buffier             | französischer Philosoph, Historiker und Jesuit                                                                                               |       |       |
|     | Mose Doertenbach           | deutscher Geschäftsmann |       |       |
|     | Franz von Glasenapp        | preußischer Landrat |       |       |
|     | Jacob Gole                 | niederländischer Zeichner, Kupferstecher und Verleger                                                                                        |       |       |
|     | Elizabeth Hanson           | neuenglische Quäkerin Entführungsopfer durch Indianer                                                                                        |       |       |
|     | Philipp Karl von Hundheim  | deutscher Offizier sowie Oberamtmann, Geheimer Rat und Kämmerer der Kurpfalz                                                                 |       |       |
|     | Johann Christian Jeckel    | deutscher Theologe und Geschichtsschreiber                                                                                                   |       |       |
|     | Iwan Kirillowitsch Kirilow | russischer Geograph und Kartograph |       |       |
|     | Heinrich Köhler            | deutscher Philosoph |       |       |
|     | Franz Caspar von Langen    | Geheimrat des Mainzer Kurfürsten |       |       |
|     | Lobsang Yeshe              | tibetischer Buddhist; erhielt als zweiter den Titel Penchen Lama und gilt als 5. Penchen Lama der Gelug-Tradition des tibetischen Buddhismus |       |       |
|     | David Petersen             | deutscher Violinist und Komponist |       |       |
|     | Johann Daniel Preissler    | Nürnberger Maler |       |       |
|     | Domènec Teixidor           | katalanischer Organist, Kapellmeister und Komponist                                                                                          |       |       |
|     | Bernhard Vogel             | deutscher Kupferstecher |       |       |
|     | Franz Paul von Wallis      | österreichischer Feldmarschall |       |       |